# Allenwood (comté de Kildare)
Allenwood (en irlandais Fiodh Alúine) est un petit village du comté de Kildare, en Irlande, situé sur le Grand Canal. Allenwood se trouve à environ 47,3 km de Dublin et à mi-chemin entre Rathangan et Clane dans le nord du comté de Kildare.
Selon le CSO, Allenwood avait une population totale de 981 habitants au recensement de 2016, en augmentation par rapport aux 845 du recensement de 2011.
La route principale R403 traverse Allenwood, le village se trouve à moins de 20 km de l'autoroute M4 (au nord) et de l'M7 (au sud).
Les commerces du quartier sont concentrés sur le carrefour, ils se composent d'un Spar, un costcutter, un barbier et un pub.
Les deux écoles primaires ont été fusionnées en 2017 : Allenwood G.N.S construite en 1957 et Allenwood B.N.S construite en 1929. L'école est située à côté de l'église, construite, elle, en 1954.
Un parc d'affaires se trouve près de l'ancienne station d'électricité. Le Grand Canal [pas clair] est traversé par un pont remarquable, connu localement sous le nom de Shee Bridge.

## Histoire

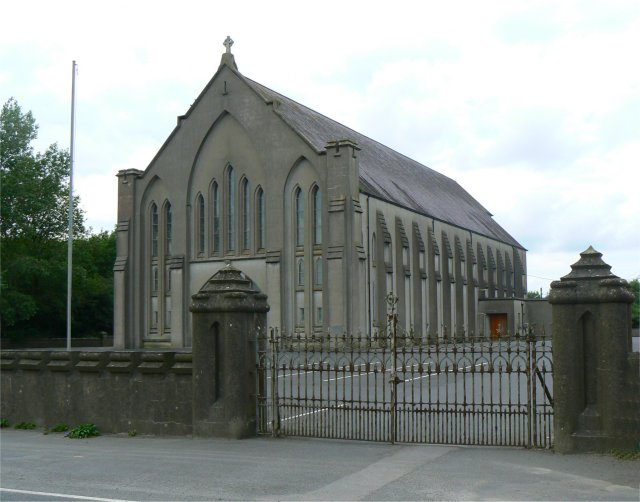
L'église d'Allenwood, de 1954.

Allenwood s'est développé au XIXe siècle à partir du relais de poste, le long de la route d'Edenderry. Le développement résidentiel ultérieur s'est principalement installé sur les routes à l'est du village, généralement sous la forme de parcelles à résidence unique.[citation nécessaire]
Allenwood est l'emplacement d'une ancienne centrale électrique alimentée par la tourbe environnante. La station a été construite en 1952 par l'Electricity Supply Board (ESB). La tour de refroidissement qui pouvait être vue de plus de 30 km a été démolie peu de temps après l'arrêt de la station en 1994.[citation nécessaire]
Bord na Móna qui traitait la tourbe des tourbières locales a établi un camp pour ses ouvriers à Allenwood Cross et la carrière Roadstone à Allen, à proximité. Le parc industriel situé au nord-ouest du village s'est développé autour de l'emplacement de l'ancienne centrale électrique ESB.[citation nécessaire]

## Développements récents
Allenwood a connu son expansion au début du XXIe siècle, avec une population multipliée par deux (de 481 à 981 habitants) entre les recensements de 2002 et 2016,.
Plusieurs grandes maisons ont été construites dans la région ainsi qu'un certain nombre de lotissements et d'appartements.[citation nécessaire]. Au printemps 2019, trois lotissements étaient en cours de construction.[citation nécessaire]
Des feux de circulation ont été mis en place fin 2016 aux principaux carrefours du village. Des dispositions sont prises pour installer un nouveau terrain de jeu et le chemin de randonnée du Grand Canal proposé serait un équipement local.[citation nécessaire]

## Sports et loisirs
La proximité du Grand Canal fait d'Allenwood une destination pour la pêche et la marche.[citation nécessaire]
Le club de football local Allenwood GFC est situé sur Station Road et propose ses locaux pour une variété d'autres sports et loisirs, notamment le kick boxing, la danse, le scoutisme et les journées sportives scolaires annuelles.
Le club de football local, Allenwood Celtic, est situé à l'extérieur du village sur Edenderry Road. Plusieurs terrains de golf étaient en service dans un rayon de 15 km autour du village mais les plus proches sont maintenant fermés.